# Kuma Kengo
Kuma Kengo (隈研吾, nyugaton Kengo Kuma) (Kanagava prefektúra, Japán, 1954. augusztus 8. –) japán építész.

## Élete
A Tokiói Egyetem építészmérnöki szakán végzett, 1979-ben kapta meg diplomáját. 1985-86-ban a New York-i Columbia Egyetemen volt vendégkutató.

## Munkássága
1987-ben létrehozta a Spatial Design építészstúdiót, majd 1990-ben alapította meg önálló tervezőirodáját, amelyben jelenleg közel ötvenen dolgoznak.
Vallott célja a japán építészeti hagyományok reinterpretálása a 21. század számára.
Több könyv és monográfia szerzője, épületei számos hazai és külföldi díjat nyertek, 1997-ben megkapta a Japán Építészeti Intézet magas presztízsű díját.
2007 augusztusában magyar építészek Janesch Péter vezette csoportjával együttműködve megnyerték az új budapesti kormányzati negyed megtervezésére kiírt nemzetközi pályázatot.
2020 júniusában, több építésszel, séffel, a gazdasági Nobel-díjasokkal, a nemzetközi szervezetek vezetőivel, készült el a felhívás a mályva gazdaságért („A gazdaság kulturális reneszánszáért”), megjelentette a Corriere della Sera, az El País és a Le Monde.

## Nevezetesebb épületei
- Kiro-San obszervatórium (1994)
- Kitakami Canal Museum (1994)
- Nagy Bambuszfal épület, Peking (2002)
- A Moët Hennessy Louis Vuitton francia cégcsoport tokiói főépülete (2003)
- A Suntory tokiói irodaépülete
- Nagaszaki Tartományi Művészeti Múzeum

Személyes kedvence a szigetország Tocsigi Tartományában található Hirosige Múzeum.
Ő készítette a 2005-ös Aicsi Világkiállítás alaptervét is.

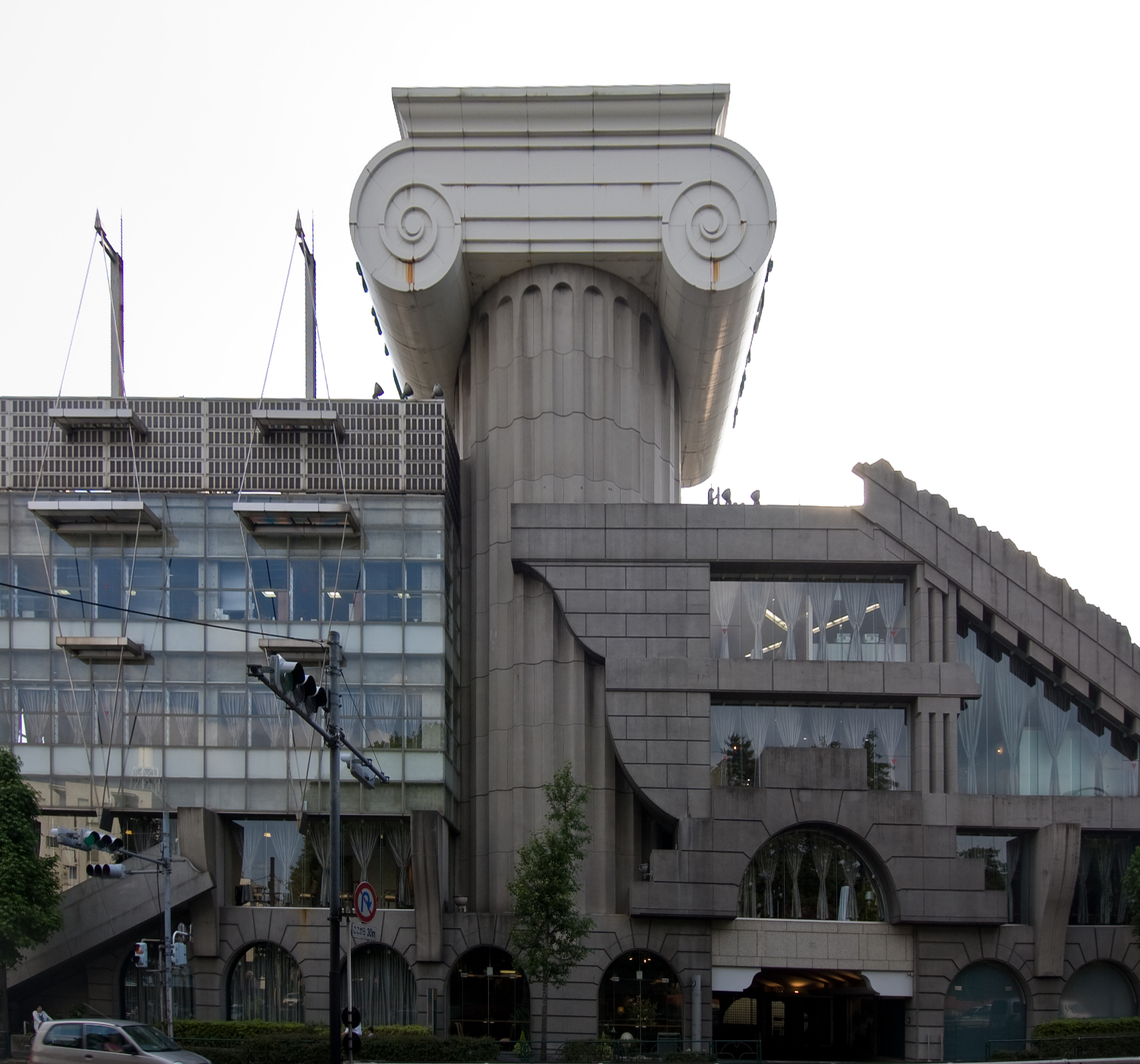
M2 épület, Tokió (1989-91)
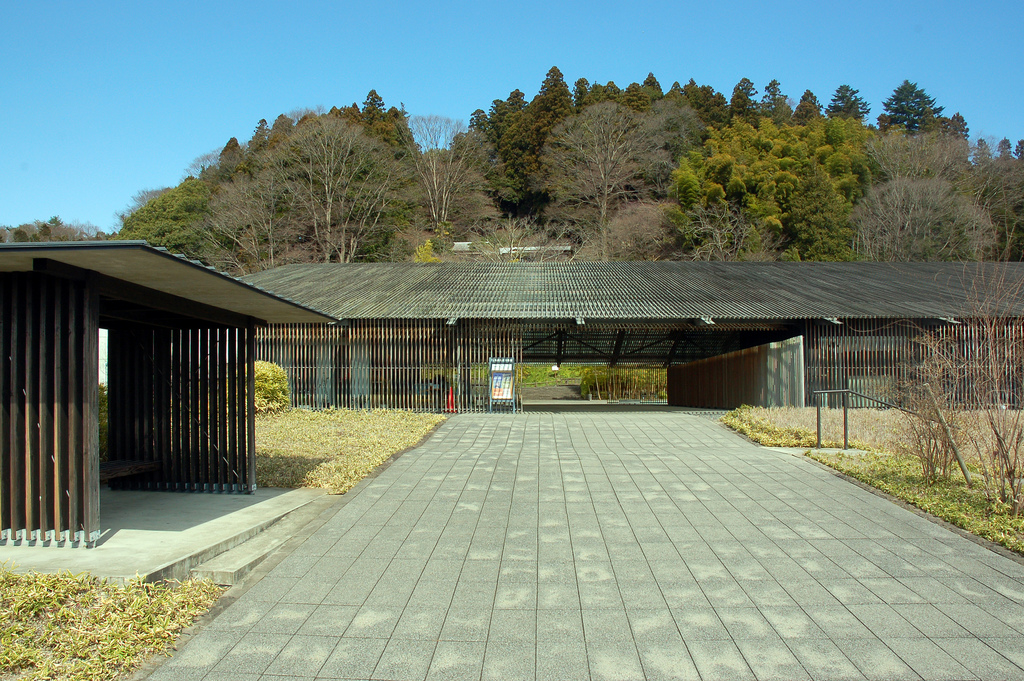
Hirosige Múzeum (2000)
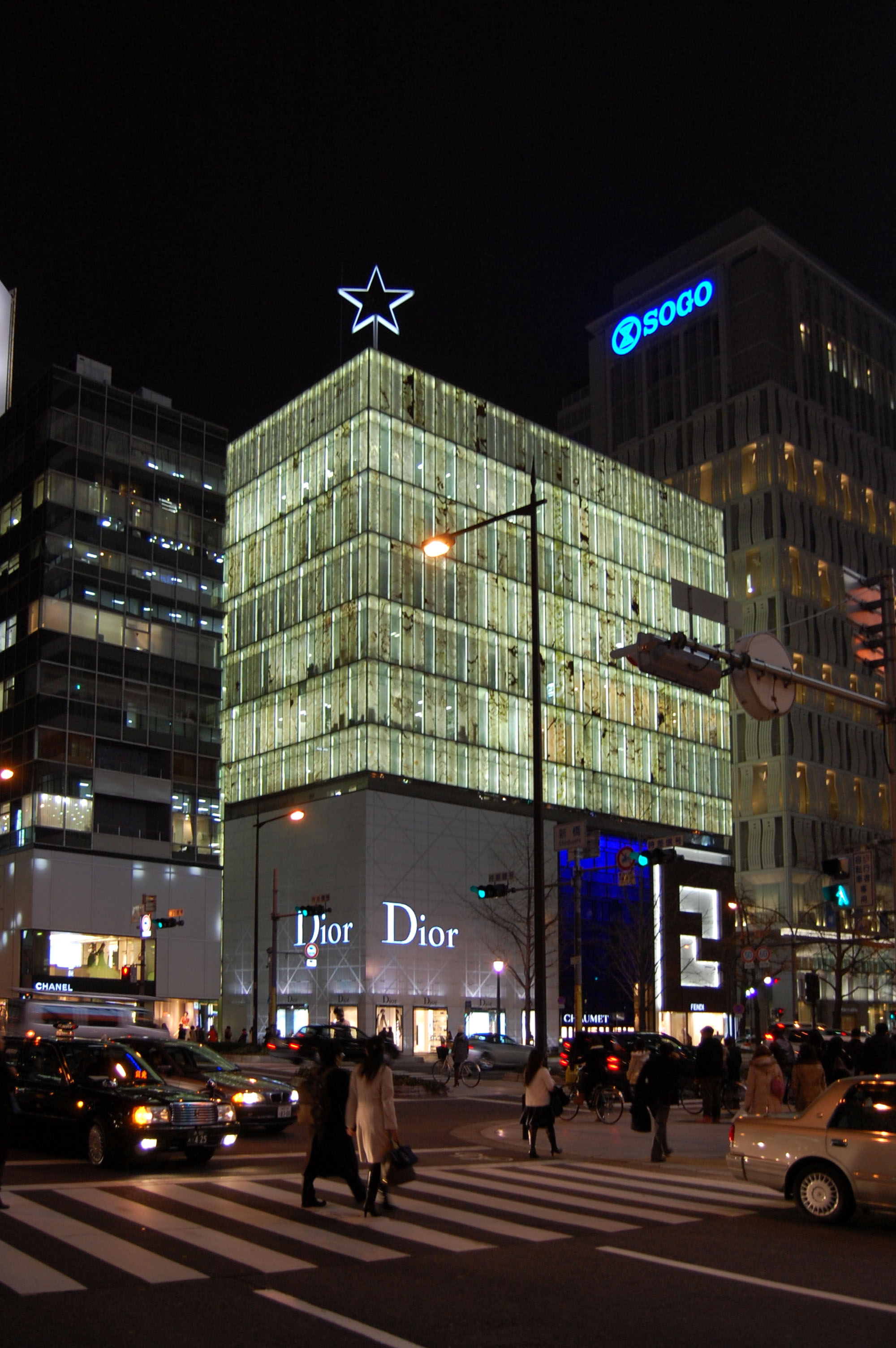
Louis Vuitton, Osaka (2003)
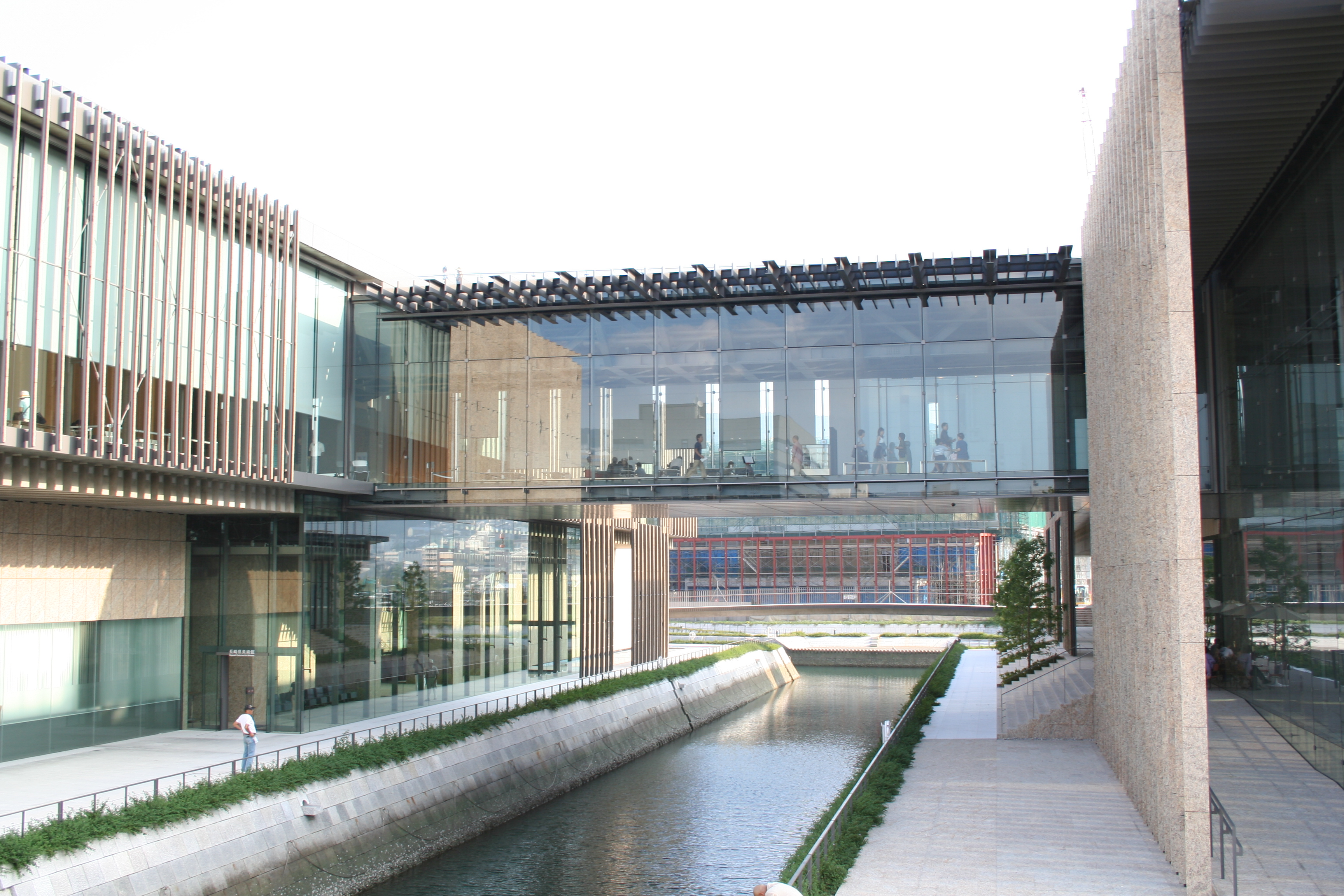
Nagaszaki Tartományi Művészeti Múzeum (2005)